# Mario Reiter
Mario Reiter (ur. 5 listopada 1970 w Rankweil) – austriacki narciarz alpejski, mistrz olimpijski oraz dwukrotny medalista mistrzostw świata.

## Kariera
Po raz pierwszy na arenie międzynarodowej Mario Reiter pojawił się w 1988 roku, kiedy wystąpił na mistrzostwach świata juniorów w Madonna di Campiglio. W swoim jedynym starcie zajął tam 27. miejsce w slalomie. W zawodach Pucharu Świata zadebiutował w 15 grudnia 1991 roku w Val Gardena. Pierwsze pucharowe punkty wywalczył jednak dwa lata później, 19 grudnia 1993 roku w Alta Badia, zajmując 21. miejsce w gigancie. Na podium zawodów tego cyklu po raz pierwszy stanął 19 lutego 1995 roku w Furano, zajmując drugie miejsce w slalomie. W zawodach tych rozdzielił na podium swego rodaka, Michaela Tritschera i Ole Kristiana Furusetha z Norwegii. W najlepszej trójce plasował się jeszcze sześciokrotnie, odnosząc przy tym trzy zwycięstwa: 20 lutego 1995 roku w Furano wygrał giganta, a 27 stycznia 1996 roku w Sestriere i 26 stycznia 1997 roku w Kitzbühel był najlepszy w slalomie. Zwycięstwo w Kitzbühel było jego ostatnim pucharowym podium w karierze. Najlepsze wyniki osiągnął w sezonie 1995/1996, kiedy zajął ósme miejsce w klasyfikacji generalnej, w klasyfikacji slalomu był czwarty, a w klasyfikacji giganta zajął szóste miejsce.
Największy sukces w karierze osiągnął w 1998 roku, kiedy podczas igrzysk olimpijskich w Nagano wywalczył brązowy medal w kombinacji. Po zjeździe do kombinacji Reiter zajmował szóste miejsce, tracąc do prowadzącego Günthera Madera 1,38 sekundy. W slalomie uzyskał najlepszy wynik, co dało mu złoty medal. Ostateczne wyprzedził Norwega Lasse Kjusa o 0,59 sekundy i swego rodaka, Christiana Mayera o 2,05 sekundy. W 1996 roku wywalczył także srebrny medal w slalomie na mistrzostwach świata w Sierra Nevada, gdzie uplasował się za Włochem Alberto Tombą, a przed Michaelem von Grünigenem ze Szwajcarii. Na tych samych mistrzostwach był też między innymi czwarty w kombinacji, przegrywając walkę o medal z Güntherem Maderem o 0,06 sekundy. Reiter zdobył ponadto brązowy medal w kombinacji podczas mistrzostw świata w Sestriere w 1997 roku. Wyprzedzili go tylko Norweg Kjetil André Aamodt i Szwajcar Bruno Kernen. Kilkukrotnie zdobywał medale mistrzostw Austrii, w tym złote w slalomie i slalomie gigancie w 1995 roku. W 2001 roku zakończył karierę.
W 1998 roku otrzymał Odznakę Honorową za Zasługi dla Republiki Austrii.

## Osiągnięcia

### Igrzyska olimpijskie
| Miejsce | Dzień     | Rok  | Miejscowość | Konkurencja | Czas biegu | Strata | Zwycięzca          |
| ------- | --------- | ---- | ----------- | ----------- | ---------- | ------ | ------------------ |
| 1.      | 12 lutego | 1998 | Nagano      | Kombinacja  | 3:08,06    | –      | –                  |
| 5.      | 21 lutego | 1998 | Nagano      | Slalom      | 1:49,31    | +1,78  | Hans Petter Buraas |

### Mistrzostwa świata
| Miejsce | Dzień     | Rok  | Miejscowość   | Konkurencja | Czas biegu | Strata | Zwycięzca           |
| ------- | --------- | ---- | ------------- | ----------- | ---------- | ------ | ------------------- |
| 4.      | 19 lutego | 1996 | Sierra Nevada | Kombinacja  | 3:31,95    | +1,04  | Marc Girardelli     |
| DNF1    | 23 lutego | 1996 | Sierra Nevada | Gigant      | 1:58,63    | -      | Alberto Tomba       |
| 2.      | 25 lutego | 1996 | Sierra Nevada | Slalom      | 1:42,26    | +0,31  | Alberto Tomba       |
| 3.      | 6 lutego  | 1997 | Sestriere     | Kombinacja  | 3:10,40    | +1,29  | Kjetil André Aamodt |
| DNF2    | 15 lutego | 1997 | Sestriere     | Slalom      | 1:51,70    | –      | Tom Stiansen        |
| DNF     | 9 lutego  | 1999 | Vail          | Kombinacja  | 2:43,09    | –      | Kjetil André Aamodt |

### Mistrzostwa świata juniorów
| Miejsce | Dzień       | Rok  | Miejscowość          | Konkurencja | Czas biegu | Strata | Zwycięzca         |
| ------- | ----------- | ---- | -------------------- | ----------- | ---------- | ------ | ----------------- |
| 27.     | 30 stycznia | 1988 | Madonna di Campiglio | Slalom      | 1:42,30    | +6,79  | Stefan Szałamanow |

### Puchar Świata

#### Miejsca w klasyfikacji generalnej
- sezon 1993/1994: 85.
- sezon 1994/1995: 10.
- sezon 1995/1996: 8.
- sezon 1996/1997: 29.
- sezon 1997/1998: 64.
- sezon 1998/1999: 86.
- sezon 1999/2000: 48.
- sezon 2000/2001: 99.

#### Zwycięstwa w zawodach
1. Furano – 20 lutego 1995 (gigant)
2. Sestriere – 27 stycznia 1996 (slalom)
3. Kitzbühel – 26 stycznia 1997 (slalom)

#### Pozostałe miejsca na podium
1. Furano – 19 lutego 1995 (slalom) – 2. miejsce
2. Kranjska Gora – 21 grudnia 1995 (gigant) – 3. miejsce
3. Flachau – 7 stycznia 1996 (slalom) – 2. miejsce
4. Hinterstoder – 10 lutego 1996 (gigant) – 3. miejsce